# Намбан

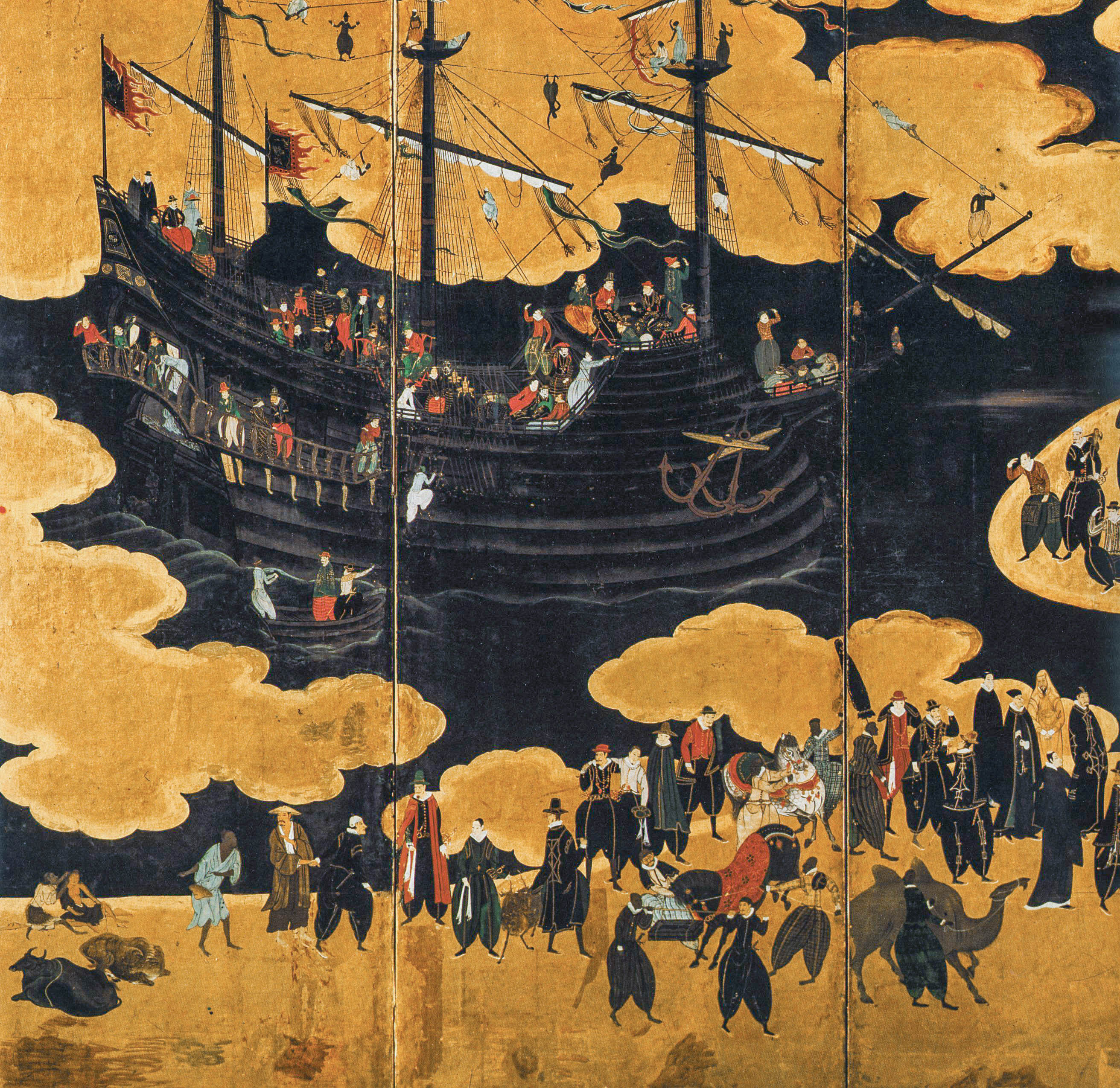
Деталь намбан из c.1570-1616 приписываемого Кано Найдзен

Намбан — жанр японской живописи XVI—XVII веков, сформировавшееся под влиянием контакта с торговцами и миссионерами из Европы, в частности из Португалии. В большинстве случаев искусство намбан относится к изображениям на японских ширмах и лакированных изделиях. Термин также относится к картинам, привезенным европейцами.

## Этимология
Название «намбан» происходит от китайского Nánmán («Варвары с юга»), первоначально применяемое к народам Южной и Юго-Восточной Азии. С прибытием европейцев на японские острова слово приобрело новое значение и стало обозначать европейцев.

## История
Искусство намбан появилось впервые после прибытия первых португальских кораблей на Кюсю в 1543 году. Иностранцы вызвали любопытство у японцев из-за внешнего вида, странных обычаев и товаров, которые были привезены в Японию. Копии европейских картин, сделанные на японский лад, а также изображение иностранных кораблей и воинов были популярной темой в искусстве. Позже художники школы Кану присоединились к художникам школы Тоса в сочетании японских традиционных стилей живописи с иностранными предметами. Каноны западного искусства того периода, такие как линейная перспектива, оказали незначительное влияние. Падение популярности намбан с конца XVI века связано с закрытием Японии и запрещением христианства.

## Ширмы намбан
В рамках этого жанра создавались христианские иконы и другие предметы, однако складные ширмы были наиболее примечательны. Ширмы состояли из 6 створок, рама которых была покрыта тонким слоем лака. Обычно делалась пара похожих ширм, чтобы разделить пространство в помещениях во время церемоний. Просмотр сюжета ширмы осуществлялся слева направо. Основной темой иллюстраций была встреча двух совершенно разных цивилизаций. Это прибытие кораблей в японские порты и спуск экипажа на берег в процессии, а также молитвы в церквях, игры и торговля на японской земле. Изображались человеческие фигуры, экзотические животные, такие как верблюды и слоны, иноземные предметы и одежда, а также церкви и корабли. Ширмы намбан были сделаны в основном в японской технике и японском стиле, с такими типичными характеристиками, как золотые облака.

## Европейские мотивы

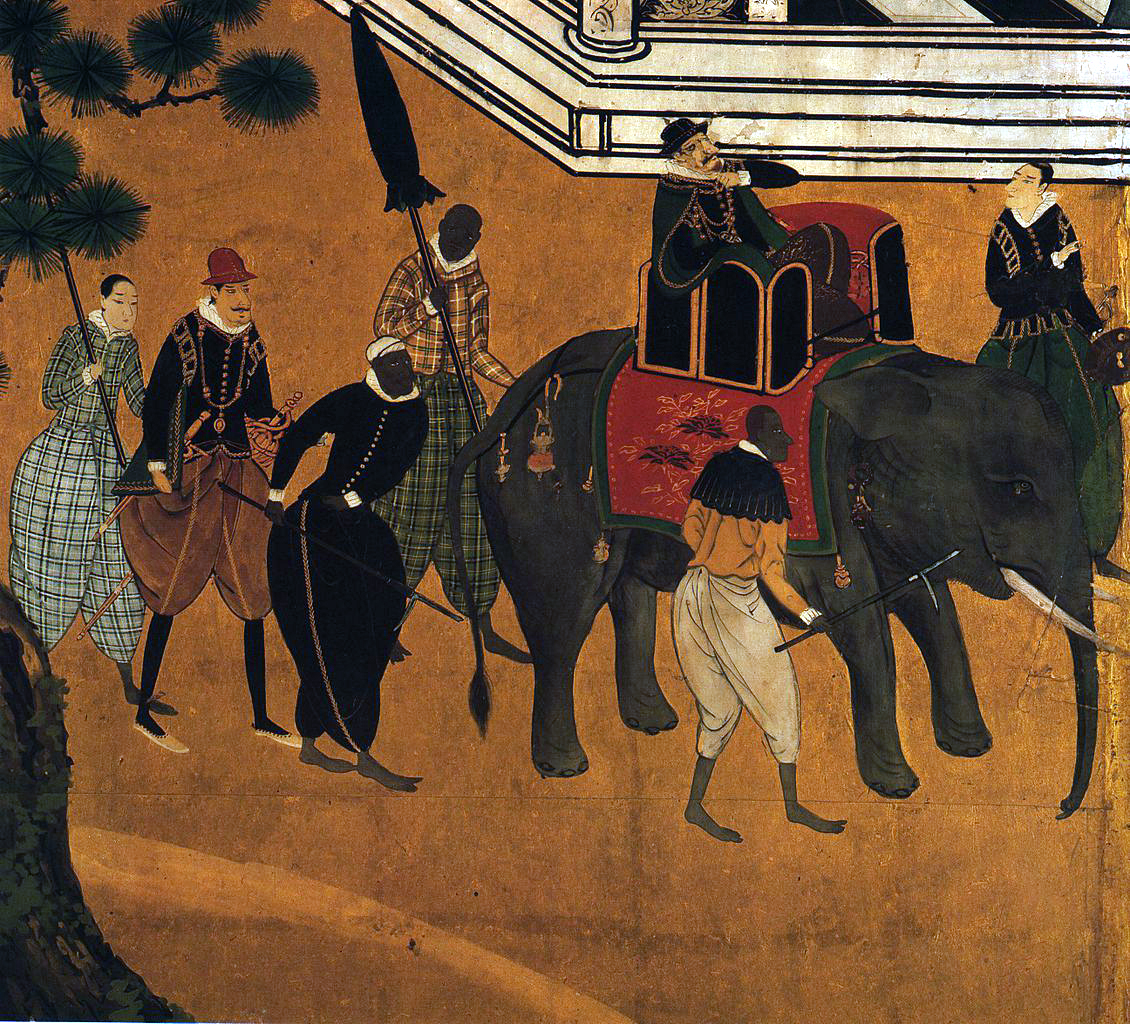
Европейцы на ширме в стиле намбан

Утончённая культура японцев на изображениях контрастирует с португальцами. Японцы высмеивали их, карикатурно изображая их с длинными носами и одетыми в мешковатые, экстравагантные костюмы.
На ширмах можно найти представителей различных социальных классов:
- Священнослужители: члены различных миссионерских орденов
- Капитаны кораблей
- Торговцы с экзотическими товарами
- Слуги
- Матросы[1]

## Обратное влияние
В то время как японское искусство не имело популярности на западе до открытия Японии, имеются свидетельства более раннего влияния Японии в искусстве колониальной Мексики, поскольку торговля продуктами японских ремесел осуществлялась через Манильские галеоны из Манилы в Акапулько с 1565 по 1815 год.

## Намбан сегодня
Две крупнейшие коллекции искусства намбан хранятся в городском музее Кобе в Японии, а также в Национальном музее старинного искусства в Лиссабоне, где выставлена крупная коллекция ширм, изображающих португальских торговцев в Японии.